# Den lyserøde panter
Den lyserøde panter er en række filmkomedier af Blake Edwards med Peter Sellers i hovedrollen som den klodsede franske "Inspector Jacques Clouseau". "Den lyserøde panter" er en kæmpestor diamant, der nu ikke er med i alle filmene. På grund af den første film og inspektør Clouseaus succes blev der lavet flere film med de vigtigste personer, som blev forbundet med den første film.
Den sidste i serien med Peter Sellers, På sporet af den lyserøde panter, er klippet efter hans død. Hans medvirken i filmen skyldes allerede indspillede scener, der ikke var brugt. Sellers' enke var utilfreds med brugen af Sellers-materialet og vandt en retssag mod filmselskabet.
Der er lavet en række film under betegnelsen "Den lyserøde panter", men ikke alle er af Edwards og med Sellers i hovedrollen. Der blev også ud fra filmenes indledende tegnefilmssekvenser lavet en egentlig tegnefilmserie om en lyserød panter. Blake Edwards var også ophavsmand til dem.
Henry Mancini skrev musikken til såvel Sellers- som tegnefilmserien.

## Rolleliste
Personer, der går igen i flere lyserøde panter-film:
- Jacques Clouseau: Peter Sellers
- Charles Dreyfus: Herbert Lom
- Cato Fong: Burt Kwouk
- François Chevalier, Dreyfus' assistent: André Maranne
- Sir Charles Lytton/Fantomet: David Niven (Christopher Plummer i Den lyserøde panter springer igen)

## Filmene

### Peter Sellers-serien
- Den lyserøde panter (1963)
- Et skud i mørke (1964)
- Den lyserøde panter springer igen (1975)
- Den lyserøde panter slår igen (1976)
- Den lyserøde panter ta'r hævn (1978)
- På sporet af den lyserøde panter (1982)

### Andre Edwards-film
er ikke udsendt i Danmark og derfor angivet med engelsk titel.
- Curse of the Pink Panther (1983) – uden Closeau-figuren, der erstattes af en anden uduelig politimand, "sergeant Clifton Sleigh" fra New York
- Son of the Pink Panther (1993) – bygger videre på Et skud i mørke og introducerer en søn af Clouseau.

### Øvrige film
- Inspector Clouseau (1968) – instrueret af Bud Yorkin med Alan Arkin som Clouseau.
- Den lyserøde panter (film fra 2006) – ny udgave af Shawn Levy løst baseret på den originale film med Steve Martin som Clouseau.
- Den lyserøde panter 2 (2009)